# Resuttano
Resuttano – miejscowość i gmina we Włoszech, w regionie Sycylia, w prowincji Caltanissetta.
Według danych na rok 2004 gminę zamieszkiwało 2467 osób, 64,9 os./km².